# Marcello Crescenzi (1500-1552)
Marcello Crescenzi (Roma, c. 1500 - Verona, 28 de mayo de 1546) fue un prelado italiano.

## Biografía
Último de los tres hijos de Marzio Crecenzi y Pantasilea de' Maddaloni di Capodiferro, hizo sus estudios en la Universidad de Bolonia, donde se doctoró in utroque iure.  
En su desempeño como auditor del Tribunal de la Rota ganó reputación de jurista sabio y experto; algunas de sus sentencias jurídicas fueron recopiladas y publicadas tras su muerte.
Fue nombrado obispo de Marsi en 1534 y referendario del Tribunal de la Signatura Apostólica en 1539.
Paulo III le creó cardenal en el consistorio de 1542, con título de San Marcello.Fue protector de los cistercienses y de los olivetanos,  administrador de Conza desde 1546,intervinó en el cónclave de 1549-50 en que fue elegido papa Julio III, fue miembro de la inquisición, camarlengo del Colegio Cardenalicio en 1551y legado en Bolonia y en el Concilio de Trento.
Fallecido en 1552 en Verona cuando volvía a Roma desde el concilio, fue sepultado en Santa María la Mayor.